# Nemesbudafalva
Nemesbudafalva (Ungureni), település Romániában, Máramaros megyében.

## Fekvése
A Lápos-hegységben, Magyarlápostól északkeletre, Kohóvölgy és Libaton közt fekvő település

## Története
Nemesbudafalva nevét 1584-ben említette először oklevél Ungurfalva néven, mikor Báthory Kristóf (később Zsigmond is) lakosait a harmincad fizetése alól  - szegénységük és szűk terméketlen területük miatt - felmentette. 1627-ben Ungarfalva, 1733-ban Ungureny, 1767-ben Budafalva, 1808-ban Ungurfalva, Ungureni, 1913-ban Nemesbudafalva néven írták. Nevének változatait Ungur és Buda nevű kenéz alapítójától vette.
A fennmaradt hagyomány szerint a falu helyén egykor Domokos község lakosai laktak és a budafalviak a domokosiak helyén, s 
a két település idővel lakhelyet cserélt.
A falu egykor Magyarlápos tartozéka volt, de mivel még az 1553-ban felsorolt tartozékok között nem fordult elő, és csak 1584-ben említik először, tehát 1553–1584 közt keletkezhetett.
1589-ben a település birtokosa nemes Buda Kozma volt. 1590-ben a Macskamezőn lakó Ungur Lukácsot és Miklóst említette egy oklevél, 1594-ben  pedig ungurfalvi Kozma Mihály nemes  volt egyik birtokosa, 1598-ban pedig még rajta kívül a fejedelem is birtokos volt itt. 1600-ban sörvényfalvi Nagy Dániel is birtokosa volt, aki itteni részét Wass György özvegyének Erdélyi Katalinnak eladta. 1609-ben ungurfalvi Buda Mihály, Sándor, Tódor és János a fejedelemtől újólag nemességet kaptak. 1620-ban birtokosa Wass Ferenczné, 1627-ben pedig Wass Jánost és Györgyöt  Bethlen Gábor itteni részükben megerősítette. 1662-ben a Buda család is birtokosa, akik közül 1664 Buda Miklós és temesvári Rácz János részbirtokosok itt és még 1721-ben is Pasisi Pap György mellett a Buda családnak is van itt birtokrésze. 1749-ben  birtokosai báró Jósika Mózes és József, Thoroczkai Péter özvegye, Inczédi Sámuel és az egy telkes Buda család 58 fővel 16 telken. 1754-ben Mária Terézia királynő a Keresztesi utódoktól visszaszerzett birtokot Pasis Pap Györgynek, dobrai főesperesnek három nemzedékre adományozta. 1866-ban nemesi jogú birtokosai a Buda, Borodi, Pap, Mán és Pogyina család tagjai voltak.
1910-ben 1566 lakosából 1496 román, 48 német, 5 magyar volt. Ebből 1175 görögkeleti ortodox, 341 görögkatolikus, 48 izraelita volt. A trianoni békeszerződés előtt Szolnok-Doboka vármegye Magyarláposi járásához tartozott.

## Nevezetességek
- Görög keleti templomát 1770-ben építették kőrisfából és Szent Paraszkiva tiszteletére szentelték fel. Anyakönyvet 1831-től vezetnek.
- Görögkatolikus, utóbb ortodox temploma 1896-ban kőböl épült, Mihály arkangyal és Gábor arkangyal tiszteletére.